# ヨハネス・ファン・デン・ボス
ヨハネス・ファン・デン・ボス（オランダ語: Johannes van den Bosch、1780年2月2日 – 1844年1月28日）は、オランダの貴族（伯爵）、軍人、政治家。オランダ領東インド総督（1830年–1833年）、王立オランダ領東インド陸軍司令官、植民地担当大臣などの要職を歴任した。特に東インド総督時に、オランダの財政を立て直すために強制栽培制度を実施したことで有名である。

## 略歴
1780年2月2日に、現ヘルダーラント州に位置する都市ヘルヴァイネンにて外科医の息子として生まれた。
1797年にバタヴィア共和国の陸軍へ入隊し、翌年にはオランダ領東インドのバタヴィアへ移った。当時オランダ政府の関心は商業利益に向けられており、東インド諸島支配への注力は疎かになっていた。副官であった彼は、歴代の東インド総督と密接な関係を保ち、貿易重視の植民地政策からより拡張主義的な植民地政策への施策転換に関与した。1808年には、新しく東インド総督に就任したヘルマン・ウィレム・ダーンデルスと意見の相違から対立したことで、軍の任を解かれることになった。彼とその家族は1810年にオランダへと出発した。
ファン・デン・ボスは帰国路でイギリスにより捕縛され、1812年まで捕虜となった。帰国後、彼はフランス帝国支配下のオランダで形成されつつあったネーデルラント公国の指導者層に加わり、オラニエ公ウィレム（後のネーデルラント国王ウィレム1世）の国王復帰に尽力した。彼は帰国後に再び高級将校に任命され、ウィレムの権限の下でユトレヒトとナールデンを確保した。またほぼ同時期の1818年に設立されたヒューマニズム・ソサエティの創立メンバーの中心にもなり、そちらでの活動を優先するために軍を引退している。
1827年、ファン・デン・ボスはオランダ領西インド（英語版）の植民地行政官に任命され、ヒューマニズム・ソサエティでの活動を休止して同年12月には西インドの中心であったウィレムスタットへ移った。僅か8か月の滞在ではあったが、その中で彼は、植民地における経済活動の活性度や活動範囲を刺激することによって、国家貿易や国家財政に大きく関わることのできる新たな構想を形成することができた。また彼は、オランダ王国憲法の主権範囲は植民地にも及ぶと主張し、現地の奴隷の生活環境の改善を目指した。翌年に帰国した後、彼は中将へと昇格し、続いてオランダ領東インド総督の座を受けることとなった。彼は西インドで考案した構想をもとに強制栽培制度を発明、1830年の就任を機に東インドで実践した。
ファン・デン・ボスは1834年5月にオランダ本国へ帰還し、同年5月30日からは植民地担当相に任命された。植民地担当相となった彼は、それまで以上に植民地の経済的成果を宣伝し始め、時には植民地の農家や奴隷の利益を度外視した要求も行った。その後オランダ下院からファン・デン・ボスの政策への批判がおこり、1840年1月1日に植民地担当相を辞任した。その一方で、前年の1839年12月25日には伯爵の爵位を得、同時にオランダにおける名誉職である省庁担当大臣に就任した。1842年に、彼は南ホラント州から選挙に出馬して当選、オランダ下院の議員を務めた。
1844年1月28日、デン・ハーグに位置する自宅にて疾病により死亡した。63歳であった。

## 参照
1. 1 2 3 4  “J. graaf van den Bosch”. parlement.com. 2020年3月20日閲覧。
2. 1 2 3 4  “BOSCH, Johannes van den”. Biografisch Woordenboek van het Socialisme en de Arbeidersbeweging in Nederland. 2020年3月20日閲覧。